# Stanislao Loffreda
Stanislao Loffreda OFM (ur. 15 stycznia 1932 w Monteprandone, zm. 9 sierpnia 2025 w Ascoli Piceno) − włoski franciszkanin, archeolog, licencjat nauk biblijnych (Papieska Komisja Biblijna), doktor teologii biblijnej, absolwent archeologii Instytutu Orientalnego w Chicago, ceramolog, poeta.

## Życiorys
Loffreda należał do franciszkańskiej prowincji św. Jakuba z Marchii we Włoszech. Śluby wieczyste złożył 19 października 1955, święcenia kapłańskie przyjął 29 czerwca 1956. Licencjat z nauk biblijnych uzyskał przed Papieską Komisją Biblijną w Rzymie w 1961. W 1962 obronił pracę doktorską z teologii biblijnej we Franciszkańskim Studium Biblijnym w Jerozolimie, następnie w 1967 ukończył archeologię w Instytucie Orientalnym w Chicago. Wykładał archeologię biblijną i topografię Jerozolimy we Franciszkańskim Studium Biblijnym w Jerozolimie. W latach 1978–1990 był dziekanem tej uczelni. W latach 1968–1991 wraz z Virgilio Corbo prowadził prace wykopaliskowe Studium Biblijnego w Kafarnaum, w latach 1978-1981 na Macheroncie. Ponowne prace wykopaliskowe dla Kustodii Ziemi Świętej prowadził w Kafarnaum w latach 2001-2005. Szczególnym polem badawczym Loffredy była ceramika palestyńska I-XII wieku. Loffreda brał też udział w wykopaliskach w Magdali nad Jeziorem Galilejskim i na Herodium na Pustyni Judzkiej. W latach 60. XX w. prowadził też wykopaliska w Et-Tabgha. Opublikował szereg książek i artykułów w specjalistycznych periodykach włoskich i angielskojęzycznych. Loffreda publikował również poezję w dialekcie askolańskim z Marchii (Ascoli Piceno).
Zmarł w Ascoli Piceno 9 sierpnia 2025 roku.

## Wybrana bibliografia autorska
- Scavi di Et-Tabga (SBF Collectio Minor 7), Jerozolima 1970
- A Visit to Capharnaum (The Holy Places in Palestine), Jerozolima 1972
- The Late Chronology of the Synagogue of Capharnaum, w: Israel Exploration Journal, 23 (1973), str. 37-42.
- Cafarnao. II. La ceramica (SBF Collectio Maior 19), Jerozolima 1974
- Capharnaum. The Town of Jesus, Jerozolima 1985
- Lucerne bizantine in Terra Santa con iscrizioni in greco (SBF Collectio Maior 35), Jerozolima 1989
- Recovering Capharnaum, Jerozolima 1993
- Luce e vita nelle antiche lucerne della Terra Santa, Jerozolima1996
- La ceramica di Macheronte e dell'Herodion − 90 a.C.–135 d.C. (SBF Collectio Maior 39), Jerozolima 1996
- Ceramica del tempo di Gesù: Vasi della Terra Santa nel periodo romano antico 63 a.C.-70 d.C. (Museum 14), Jerozolima 2000
- Light and Life: Ancient Christian Oil Lamps of the Holy Land (Museum 13), Jerozolima 2001
- Holy Land pottery at the time of Jesus: early Roman period, 63 BC–70 AD (Museum 15), Jerozolima 2002
- Cafarnao. V, Documentazione fotografica degli scavi − 1968-2003 (SBF Collectio Maior 44/5), Jerozolima 2005
- Cafarnao. VI, Tipologie e contesti stratigrafici della ceramica − 1968–2003 (SBF Collectio Maior 48), Jerozolima 2008
- Cafarnao. VII, Documentazione grafica della ceramica − 1968–2003 (SBF Collectio Maior 49), Jerozolima 2008
- Cafarnao. VIII, Documentazione fotographica degli ogetti − 1968–2003 (SBF Collectio Maior 50), Jerozolima 2008